# Sandrine Doucet

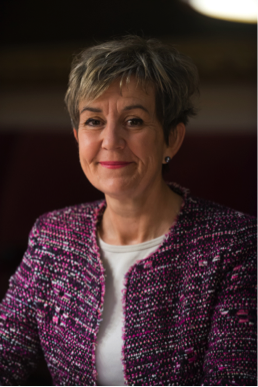
Sandrine Doucet

Sandrine Doucet (* 10. September 1959 in Talence, Département Gironde; † 4. Februar 2019) war eine französische Politikerin. Sie war von 2012 bis 2017 Abgeordnete der Nationalversammlung.
Doucet war in Zusammenhang mit ihrem Lehrerberuf in Gewerkschaften engagiert und gehörte der Leitung der Gewerkschaft im Département Gironde an. 2004 trat sie der Parti socialiste bei und wurde vier Jahre später Sekretärin der Partei im Nordteil von Bordeaux. Ebenfalls im Jahr 2008 wurde sie zur Stellvertreterin eines Mitglieds des Generalrats des Départements Gironde. Zudem trat sie bei den Stadtratswahlen in Bordeaux an, blieb allerdings erfolglos. 2011 gelang ihr die Wahl ins Büro der PS im Département Gironde. Bei den Parlamentswahlen 2012 kandidierte Doucet im ersten Wahlkreis des Départements und stand in der zweiten Runde der bisherigen Abgeordneten Chantal Bourragué (UMP) gegenüber. Sie erreichte 51,5 % der Stimmen und war damit die erste Linke seit 133 Jahren, die diesen Wahlkreis gewinnen konnte. Im Vorfeld der Präsidentschaftswahlen in Frankreich 2017 war sie Sprecherin des sozialistischen Kandidaten Benoît Hamon für das Themenfeld Universitäten und Forschung. Bei den Parlamentswahlen im selben Jahr trat sie aus gesundheitlichen Gründen nicht mehr an.
Sandrine Doucet starb im Alter von 59 Jahren an Krebs.